# Sasima bifurcata
Sasima bifurcata är en insektsart som beskrevs av Heinrich Hugo Karny 1924. Sasima bifurcata ingår i släktet Sasima och familjen vårtbitare. Inga underarter finns listade i Catalogue of Life.